# Julio Medina (actor)
Julio Medina Salazar (Chiquinquirá, Boyacá, 16 de enero de 1933 - Bogotá, 23 de noviembre de 2024) fue un  primer actor colombiano de cine y televisión. Emigró a los Estados Unidos en 1954 a la edad de 21 años con el propósito de hacerse actor. Esto lo consiguió finalmente con su debut en 1965 en la serie de televisión Gunsmoke.

## Primeros años
Nació el 16 de enero de 1933 en el municipio de Chiquinquirá, Boyacá, a los 13 años se radicó junto con su familia en Bogotá. Al terminar la educación secundaria en el Colegio de San Bartolomé, inició la carrera de derecho en la Universidad Javeriana, pero pronto abandonó los estudios y se dedicó temporalmente a la locución.

## Estados Unidos
En diciembre de 1954 a los 21 años de edad se marchó a los Estados Unidos a la escuela de actuación Playhouse, en Pasadena (California), donde fue rechazado por no hablar inglés. Para sostenerse tuvo que dedicarse un tiempo a podar jardines y limpiar piscinas. Más tarde se enroló en la Armada de los Estados Unidos por espacio de 2 años; al mismo tiempo se afilió a la Asociación Extranjera de Prensa de Hollywood (Hollywood Foreing Press Association), donde escribió artículos para publicaciones colombianas.

## Actor de Hollywood
En 1965 estuvo en Perú haciendo cine, pero la compañía quebró y debió regresar a los Estados Unidos. Finalmente ese mismo año debutó en la serie de televisión Gunsmoke, seguido de una gran cantidad de apariciones como actor secundario en muchas series de televisión y algunas películas, en general caracterizando personajes de origen latino.
Durante esos años se hizo un lugar en Hollywood, aunque no logró un papel estelar podía vivir de su profesión y codearse al lado de estrellas como David Carradine, Michael Douglas y Sally Field.

## Regreso a Colombia
En 1984, 30 años después de irse a los Estados Unidos, regresó a Colombia. Allí ha participado con éxito en varias series de televisión, radicándose definitivamente en su país de origen desde 1992.

## Vida personal
En una entrevista de 2017, le preguntaban sobre su soltería y los rumores de que era homosexual, dijo: "He tenido amigos, amigos muy bonitos. Pero, ¿matrimonio? Ni siquiera para el diablo".

## Filmografía

### Televisión
En Colombia:
2018: Sin senos si hay paraíso, (Manuel Jaramillo), serie de TV
2017: Venganza, (Eduardo Piedrahíta), serie de TV
2016: Malcriados
2014: El Chivo, (Eusebio Porras), serie de TV
2013: El día de la suerte, (Gonzalo Dávila), serie de TV
2010: Amor en custodia, (Ignacio Martinez), serie de TV
2009 - 2011: Kdabra, serie de TV
2008: Tiempo Final serie de TV
2007: El zorro: La espada y la rosa (Maestro Abelardo Samaniego de Villarte), serie de TV
2006: La ex, serie de TV (Patricio Fernández)
2006: Karmma, el peso de tus actos (Juan Diego Valbuena), película; Por amor, serie de TV
2005: El pasado no perdona (Francisco Santamaria), serie de TV
2002: Milagros de amor (Vladimiro Peralta), serie de TV
2002: After Party
1997: Dios se lo pague (Aristides Richerdson), serie de TV
1996: Ilona llega con la lluvia (Wito), serie de TV;
1996: La viuda de Blanco, serie de TV
1996: Prisioneros del amor (Ariel Santacruz), serie de TV
1995: Flor de oro (Rodrigo Cienfuego), serie de TV
1994: Las aguas mansas (Martín Acevedo), serie de TV
1993: Dulce ave negra  (Baltazar Parrado)
1992: En cuerpo ajeno (Pedro José Donoso), serie de TV
1991: María
1990: Azúcar (Lee Cummings), serie de TV
1988: El segundo enemigo (Andrés Guerrero)
1985: Los cuervos (Asdrúbal Valente), serie de TV
1985: Cascabel (Tiberio Monroy), serie de TV
En los Estados Unidos:
1990: Drug Wars: The Camarena Story, episodio miniserie de TV (Benjamin Piza)
1989: Hard Time on Planet Earth, 1 episodio de TV (Gardener)
1987: Starman, episodio 16 "Barriers", (Pepe)
1982 - 1986: Dallas, 4 episodios, (1982-1986) (Henry Figueroa)
1984: Airwolf, Bite of the Jackal, (Col. Arias)
1984: Scarecrow and Mrs. King, 1 episodio, (Caesar Varga) (1 episode, 1984)
1983: The Greatest American Hero, Vanity Says The Preacher, (Dr. Romero)
1981: The New Adventures of Zorro, 13 episodios (Miguel - voz)
1979: Centennial, 1 episodio, (padre Gravez)
1978: Police Story, 1 episodio, (Pedro)
1978: ABC Weekend Specials, 1 episodio, (Martín)
1977: The Hardy Boys/Nancy Drew Mysteries, 1 episodio (Clerk)
1977: Wonder Woman, 1 episodio, (Gaitán)
1974 - 1977: Chico and the Man, 5 episodios (varios)
1976 - 1977: Delvecchio, 2 episodios (Jorge)
1974 - 1976 Harry O, 3 episodios (varios)
1975: Baretta, episodio Walk Like You Talk (Neurocirujano venezolano)
1975: The Rockford Files, 1 episodio (Gardener)
1975: kung fu, 2 episodios el brujo y (padre Salazar)
1974: The Streets of San Francisco, 1 episodio (Nick Solano)
1972: Banacek, 1 episodio (Padre Borda)
1971: Bearcats!, 1 episodio (Ramirez)
1965 - 1972: Gunsmoke, 3 episodios (Pedro, Rodríguez, Fermin)
1969 - 1970: The High Chaparral, 2 episodios (Sánchez)
1970: The Partridge Family, 1 episodio (Chávez)
1967 - 1970: The Flying Nun, 8 episodios (Mayor Salvador Calderón y otros)
1969: Ladrón sin destino, 2 episodios (Greeter, Haberdasher)
1968 - 1969: The Wild Wild West, 2 episodios (Don Carlos)
1966: I Dream of Jeannie 1 episodio (Extranjero)

## Premios obtenidos
India Catalina
- Mejor Actor: Las aguas mansas

Simón Bolívar
- Mejor Actor: Las aguas mansas

TVyNovelas
- Especial: A toda una vida

Nogal de Oro
- Vida y Obra